# John McAllion
John McAllion (* 1948 in Glasgow) ist ein schottischer Politiker und ehemaliges Mitglied der Labour Party. McAllion besuchte die St Augustine’s Secondary School und studierte dann an der Universität St Andrews sowie am Dundee College of Education, um anschließend als Lehrer tätig zu werden. 1984 wurde er in den Regionalrat von Tayside gewählt, dem er ab 1986 vorsaß.

## Britisches Unterhaus
Ende der 1970er Jahre trat McAllion in die Labour Party ein. Bei den Unterhauswahlen 1987 kandidierte er erstmals bei Wahlen auf nationaler Ebene. Er gewann vor dem SNP-Kandidaten Gordon Wilson das Direktmandat des Wahlkreises Dundee East und zog erstmals in das Unterhaus ein. Bei den folgenden Unterhauswahlen 1992 und 1997 verteidigte er sein Mandat.

## Schottisches Parlament
Bei den ersten schottischen Parlamentswahlen im Jahre 1999 kandidierte McAllion im Wahlkreis Dundee East und gewann das Direktmandat mit deutlichem Vorsprung vor der SNP-Kandidatin Shona Robison. Bei den  Parlamentswahlen 2003 unterlag er ihr schließlich und schied aus dem Parlament aus. Auf Grund politischer Differenzen verließ McAllion die Labour Party und schloss sich der Scottish Socialist Party (SSP) an. Für diese kandidierte er bei den Neuwahlen zum Britischen Unterhaus im Wahlkreis Dunfermline and West Fife.